# Saint-Martin-sur-Lavezon

Saint-Martin-sur-Lavezon este o comună în departamentul Ardèche din sud-estul Franței. În 1 ianuarie 2022 avea o populație de 430 de locuitori.